# Hôtel de Cicé
L’hôtel de Cicé (parfois simplement l’hôtel Cicé) est un hôtel construit à Rennes en 1722 par Jérôme-Vincent Champion de Cicé (1680-1750). Il est situé aux 16 et 18 rue Saint-Louis, derrière la place des Lices.
Auparavant, il existait un hôtel de Cicé à l’emplacement de l’actuelle maison de la Chouette (au croisement de la rue du Griffon et de la rue des Dames). Celui-ci appartenait à Charles Champion, baron de Cicé et conseiller au parlement de Bretagne.